# Amy Irving
Amy Davis Irving (Palo Alto, Califòrnia, Estats Units, 10 de setembre de 1953) és una actriu estatunidenca. Va ser nominada a l'Oscar per la pel·lícula Yentl dirigida per Barbra Streisand.

## Biografia
Amy és d'origen jueu, el seu pare Jules Irving nascut a Israel, era un director teatral i la seva mare Priscilla Pointer, una actriu, d'arrels angleses, franceses i també jueves. Jules va ser director artístic del Lincoln Center Theatre Repertory en el període 1965-1972. Irving va estar durant tres anys a Anglaterra, on va rebre entrenament professional en el London Academy. També va estudiar en el High School of Music and Art (Nova York, NY) i l'American Conservatory Theatre (San Francisco, CA).
Les seves primeres aparicions televisives inclouen: The Rookies (1975), Police Woman (1975), Happy Days (1975), I'm a Fool (1976), James Dean (1976), James Michener's Dynasty (on també apareix Harrison Ford) (1976), Panache (1976) i The Three Musketeers (1976).
Irving va conèixer a Brian De Palma en l'audició de La guerra de les galàxies. Mai abans n'havia sentit parlar. Quan va llegir el guió de Carrie no li va agradar: "Però no sabia que ell [Brian] podia fer màgia. Quan vaig veure la pel·lícula, em va agradar. Jo sabia el dia que el vaig conèixer que estaria en Carrie. George Lucas era molt tímid i distant. Quan ell estava fent les entrevistes, jo acabava de sortir de l'hospital. Vaig estar en repòs durant sis setmanes i no havia anat a cap audició en aquest temps". Priscilla Pointer va interpretar a la seva mare. A més de la seva mare, també va coincidir amb William Katt, que interpretava al seu promés en aquesta pel·lícula. Katt va ser el seu promès en la vida real un any abans que fes l'audició per Carrie.
En relació al seu personatge Sue Snell, va dir el 1977: "Algunes persones pensen que jo era la dolenta, la qual cosa em va molestar. Això no té sentit. Llegeixo algunes crítiques dient que jo era la dolenta. Crec que la meva actuació va ser bastant clara, no?. Fins i tot quan vam estar en el Festival de Avoriaz, el jurat em va preguntar “Ets la bona o la dolenta?” No m'ho podia creure".

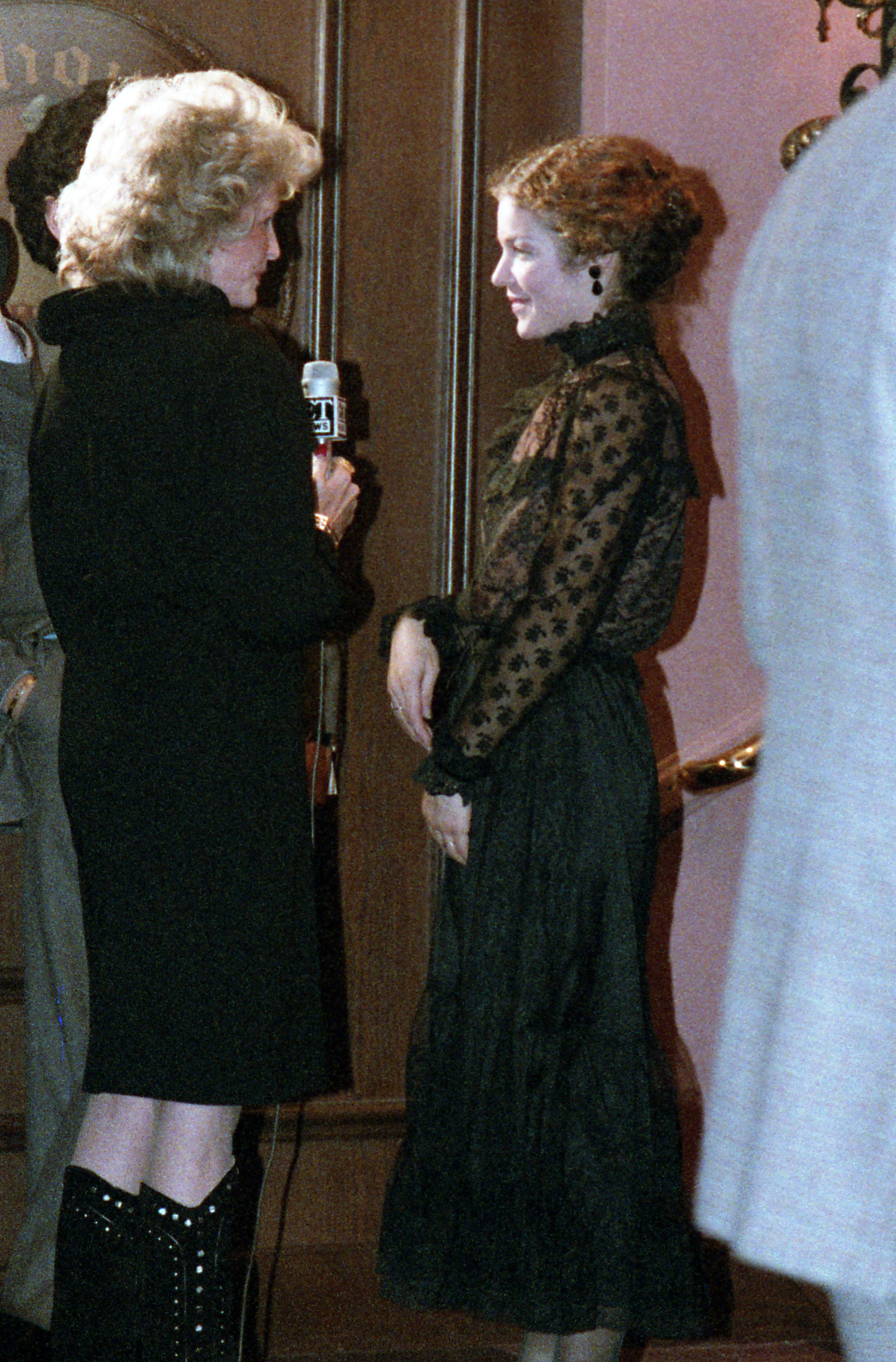
Irving a l'estrena de Heartbreak House, Desembre de 1983

En aquell temps ja estava vivint amb Steven Spielberg: "No va ser una cita a cegues. Brian em va enviar al set de Encontres a la tercera fase per conèixer-lo. M'agradaria treballar amb Steven però, ara com ara, vull treballar sola. No vull que em coneguin com “la promesa de Steven Spielberg. Primer vull ser Amy Irving. Vaig créixer com la filla de Jules Irving. Cada vegada que anava al teatre era com “Oh, ella és la filla de Jules Irving”. Steven i jo som molt independents. Pel que a mi respecta, portem un any i mig junts, i és meravellós, però no vull cap classe de tensió".
El 1978 va tornar a treballar amb De Palma en la pel·lícula, The Fury, la seva primera pel·lícula com a protagonista. D'aquest film, Irving diu: "No crec que fos tan bona pel·lícula com va ser Carrie". Irving estava a punt d'aparèixer en el film de John Milius El gran dimecres. Va fer una audició per a aquesta pel·lícula, però al final Frank Yablans li va dir que la volia en la pel·lícula de Brian De Palma. Després de The Fury, apareixeria en Voices (1979), en el qual interpreta a Rosemarie Lemon, una professora sorda que s'enamora de Drew Rothman, un aspirant a cantant.
El 1979 es roda Honeysuckle Rose, en la qual Willie Nelson interpreta a Buck Bonham, un cantant casat (Dyan Cannon) que té un fill (Joey Floyd). Una ambiciosa guitarrista (Amy Irving) el sedueix i acaben com a amants. Segons Peter Biskind, la raó per la qual Irving va acabar amb Spielberg era que ella s'havia enamorat de Nelson.
El 1980 protagonitza al costat de Richard Dreyfuss el film dramàtic The Competition. Dreyfuss interpreta a Paul Dietrich i Irving a Heidi Joan Schoonover. Tracta sobre el romanç entre dos virtuosos del piano, que s'enamoren durant una competició. Per Dietrich és l'última oportunitat, ell sent que si no guanya aquesta competició ha d'abandonar el seu somni de ser concertista. En aquesta pel·lícula es pot admirar la destresa de l'actriu en el piano, encara que ella insisteix que tot va ser producte de l'assaig.
El 1983 apareix en Yentl, la primera pel·lícula dirigida per Barbra Streisand. "Era el somni de Barbra. Ella era molt encantadora en el treball, molt clara, molt divertida", recorda Irving. Una de les escenes més famoses, és la seducció de Hadass: "Realment mai ens besem. Quan va arribar l'hora de filmar, [Barbra] va dir “Anem a fer algunes preses amb el petó i unes altres sense”. Després de la primera presa del petó, era obvi que no feien falta més preses". Yentl s'enamora del seu company de yeshiva, interpretat per Mandy Patinkin, mentre ell es fixa en Hadass, una noia educada per servir i ser abnegada, interpretada per Irving. La família de Hadass li prohibeix casar-se amb Avigdor, ell persuadeix al seu amic Yentl perquè es casi amb ella. Per preparar-se pel paper de Hadass, Streisand li va regalar a Amy uns llibres: "Era sobre com fer menjar caixer. Com preparar el peix, com preparar el pa. Barbra volia que jo sabés el que Hadass sabia". Per aquesta pel·lícula Irving va ser nominada als Oscar el 9 d'abril de 1984.
The Far Pavilions és una minisèrie (sis hores) de 1984 rodada a Jaipur, l'Índia. Irving interpreta a una princesa índia. Va rebre classes d'equitació, "ara camino com una princesa i monto a cavall com un vaquer". Mentre Irving rodava aquesta sèrie (1983), es va assabentar que Spielberg buscava localitzacions en l'Índia per la seqüela de A la recerca de l'arca perduda. Ella el va sorprendre en l'aeroport, mesos després van reprendre la seva relació. Aquell mateix any (1984), apareix amb Dudley Moore en la comèdia Micki i Maude, en el qual Dudley interpreta a un espòs infidel que embarassa a una noia [Amy Irving] i casualment la seva esposa [Ann Reinking] també queda embarassada.
El dia del seu aniversari (10 de setembre) va quedar embarassada del seu primer fill, Max Samuel. Steven i Amy es van casar el 27 de novembre de 1985 a Santa Fe, anant-se a viure amb Spielberg a la seva casa de Coldwater Canyon. El 1986 va realitzar Anastasia: The Mystery of Anna per a la televisió, a la qual van seguir Rumpelstiltskin (1987) i Crossing Delancey (1988), que va ser un èxit imprevist. El 1989 es va divorciar de Spielberg i va conèixer al director Bruno Barreto durant la filmació de Show of Force amb qui va començar un idil·li, quedant embarassada aquell mateix any. Al començament de 1990 va néixer el seu segon fill, Gabriel.
Aquest any, mentre Kathleen Turner feia la veu de Jessica Rabbit, Amy posa la seva veu per cantar en Who Framed Roger Rabbit, dirigida per Robert Zemeckis, aclareix: "Això no va ser un treball. Bob Zemeckis necessitava que algú fes de fons perquè animessin la cançó. Jo ho vaig fer com un favor per a Bob. No se'm va pagar per això".
Va ser productora executiva en el film Carried Away, "Era una cosa que Bruno i jo volíem fer junts. Va ser com un bebè que vam crear, ens va ocupar cinc anys realitzar-ho". En aquesta pel·lícula l'actriu mostra una llarga escena de nu amb Dennis Hopper: "Jo penso que és un film extraordinari. De manera que és el millor que he fet".

## Filmografia
Alguns dels seu treballs interpretatius més destacats són:

### Cinema
| Any  | Títol                                   | Personatge            | Notes |
| ---- | --------------------------------------- | --------------------- | ----- |
| 1976 | Carrie                                  | Sue Snell             |       |
| 1977 | Paty                                    | Marie Ratner          |       |
| 1978 | The Fury                                | Gillian Bellaver      |       |
| 1979 | Voices                                  | Rosemarie Lemon       |       |
| 1980 | Honeysuckle Rose                        | Lily Ramsey           |       |
| 1980 | The Competition                         | Heidi Joan Schoonover |       |
| 1983 | Yentl                                   | Hadass Vishkower      |       |
| 1984 | Micki & Maude                           | Maude Salinger        |       |
| 1987 | Rumpelstiltskin                         | Katie                 |       |
| 1988 | Crossing Delancey                       | Isabelle Grossman     |       |
| 1990 | A Show of Force                         | Kate Melendez         |       |
| 1991 | An American Tail: Fievel Goes West      | Miss Kitty (veu)      |       |
| 1993 | Benefit of the Doubt                    | Karen Braswell        |       |
| 1995 | Kleptomania                             | Diana Allen           |       |
| 1995 | Call of the Wylie                       | Mel                   | Curt  |
| 1996 | Carried Away                            | Rosealee Henson       |       |
| 1996 | I'm Not Rappaport                       | Clara Gelber          |       |
| 1997 | Desmuntant Harry (Deconstructing Harry) | Jane                  |       |
| 1998 | One Tough Cop                           | FBI Agent Jean Devlin |       |
| 1999 | The Confession                          | Sarah Fertig          |       |
| 1999 | The Rage: Carrie 2                      | Sue Snell             |       |
| 1999 | Blue Ridge Fall                         | Ellie Perkins         |       |
| 2000 | Bossa Nova                              | Mary Ann Simpson      |       |
| 2000 | Traffic                                 | Barbara Wakefield     |       |
| 2001 | Thirteen Conversations About One Thing  | Patricia              |       |
| 2002 | Tuck Everlasting                        | Mare Foster           |       |
| 2005 | Hide and Seek                           | Alison Callaway       |       |
| 2009 | Adam                                    | Rebecca Buchwald      |       |

### Televisió
| Any       | Títol                             | Personatge                | Notes                                |
| --------- | --------------------------------- | ------------------------- | ------------------------------------ |
| 1975      | The Rookies                       | Cindy Mullins             | "Reading, Writing and Angel Dust"    |
| 1975      | Police Woman                      | June Hummel               | "The Hit"                            |
| 1975      | Happy Days                        | Olivia                    | "Tell It to the Marines"             |
| 1976      | James Dean                        | Norma Jean                | telefilm                             |
| 1976      | Dynasty                           | Amanda Blackwood          | telefilm                             |
| 1976      | Panache                           | Anne                      | telefilm                             |
| 1976-1977 | Once an Eagle                     | Emily Pawlfrey Massengale | minisèrie TV                         |
| 1977      | I'm a Fool                        | Lucy                      | telefilm                             |
| 1984      | The Far Pavilions                 | Anjuli                    | minisèrie TV                         |
| 1985      | Great Performances                | Ellie Dunn                | "Heartbreak House"                   |
| 1986      | Anastasia: The Mystery of Anna    | Anna Anderson             | telefilm                             |
| 1989      | Nightmare Classics                | The Governess             | "The Turn of the Screw"              |
| 1998      | Stories from My Childhood         | Anastasia (veu)           | "Beauty and the Beast"               |
| 1999      | Spin City                         | Lindsay Shaw              | "The Great Debat"                    |
| 2001      | Law & Order: Special Victims Unit | Rebecca Ramsey            | "Repression"                         |
| 2001      | American Masters                  | Veu                       | "F. Scott Fitzgerald: Winter Dreams" |
| 2002-2005 | Àlies                             | Emily Sloane              | paper recurrent                      |
| 2010      | House                             | Alice Tanner              | "Unwritten"                          |
| 2013      | Zero Hour                         | Melanie Lynch             | paper recurrent                      |
| 2015      | The Good Wife                     | Phyllis Barsetto          | "Innocents"                          |

## Premis

### Oscars
| Año  | Categoria                           | Pel·lícula | Resultat |
| ---- | ----------------------------------- | ---------- | -------- |
| 1984 | Oscar a la millor actriu secundària | Yentl      | Nominada |

### Razzie
| Any  | Categoria                            | Pel·lícula | Resultat |
| ---- | ------------------------------------ | ---------- | -------- |
| 1984 | Razzie a la pitjor actriu secundària | Yentl      | Nominada |